# Goldhut
Die vier Goldhüte sind Kopfbedeckungen aus dünnem Goldblech, die aus der späten Bronzezeit stammen und in Deutschland, Frankreich und möglicherweise auch in der Schweiz gefunden wurden. Sie werden als Kultgegenstände mit möglichen Kalenderfunktionen interpretiert.

## Goldhüte vom  Typus Schifferstadt
Die bislang vier in Europa gefundenen, kegelförmigen Goldhüte vom Typus Schifferstadt sind Artefakte aus der späten Bronzezeit, genauer der Urnenfelderzeit, und bestehen aus dünnem Goldblech. Es diente als äußere Schmuckverkleidung einer langschäftigen Kopfbedeckung mit Krempe, die vermutlich aus organischem Material bestand und das außenliegende, dünne Goldblech mechanisch stabilisierte. Diese einmalige Fundgruppe bildet ein wichtiges Dokument zur Religionsgeschichte der Bronzezeit.
Bisher bekannt sind folgende vier Goldhüte:

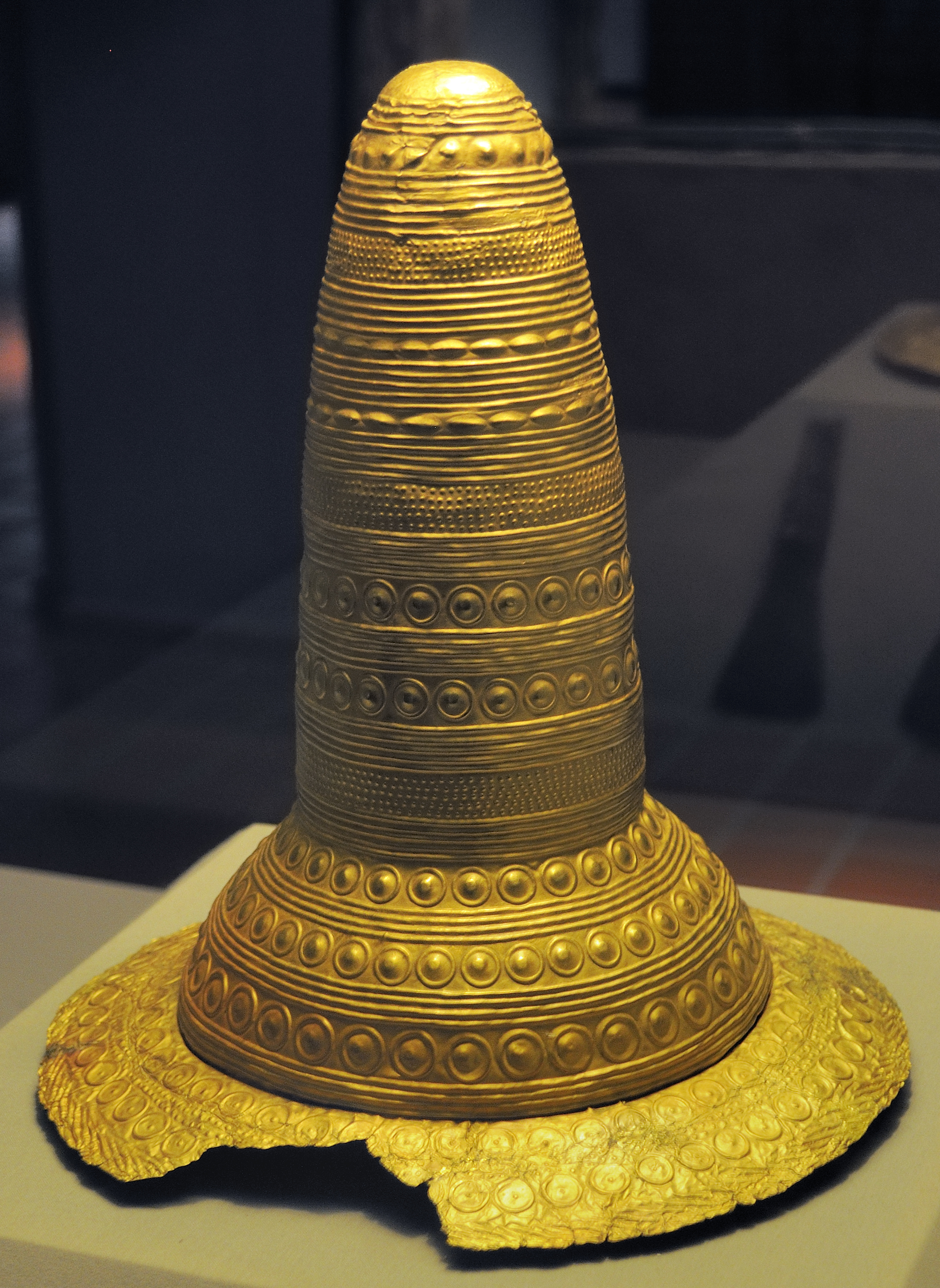
Goldener Hut von Schifferstadt
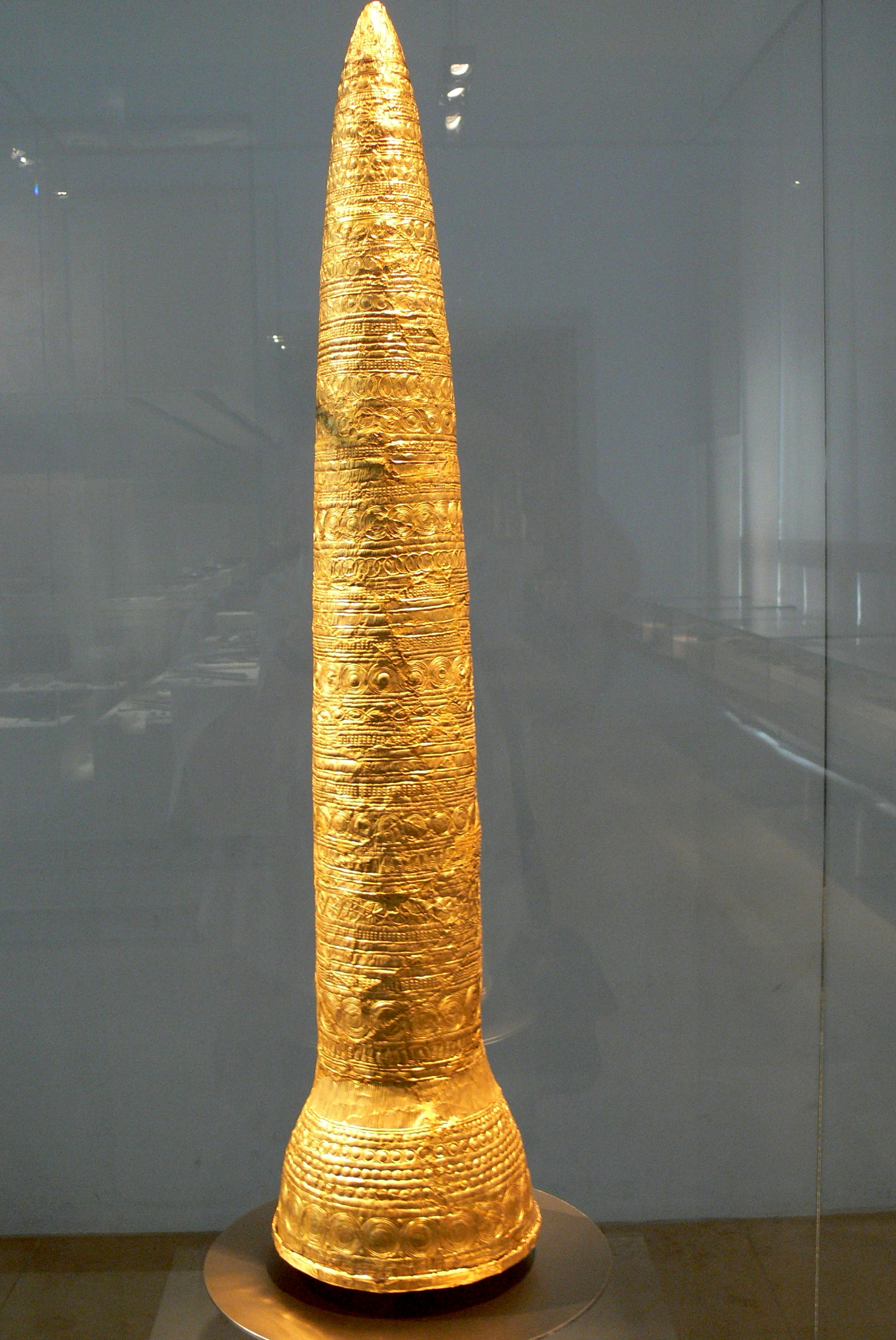
Goldhut von Ezelsdorf/Buch
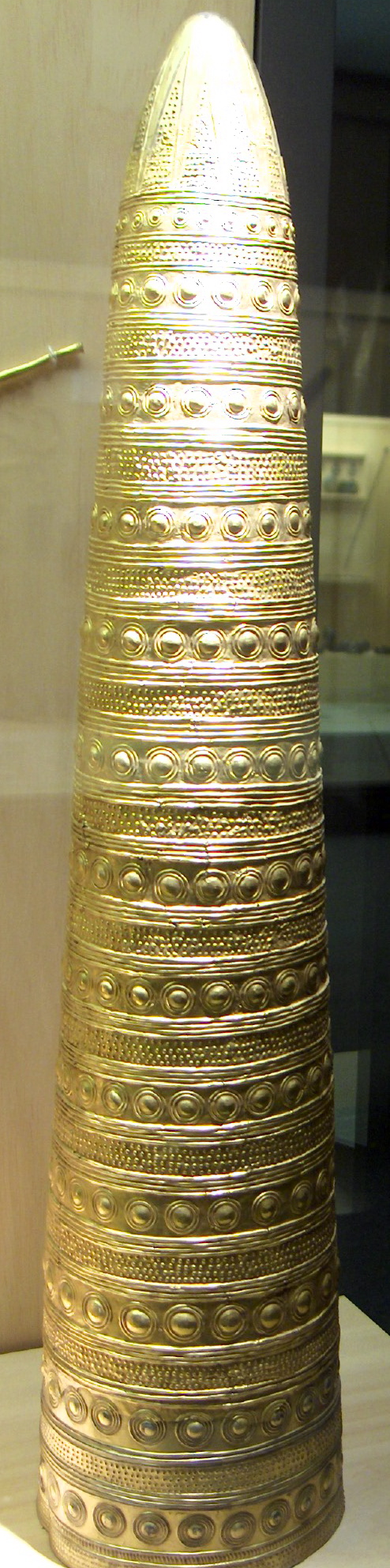
Goldblechkegel von Avanton
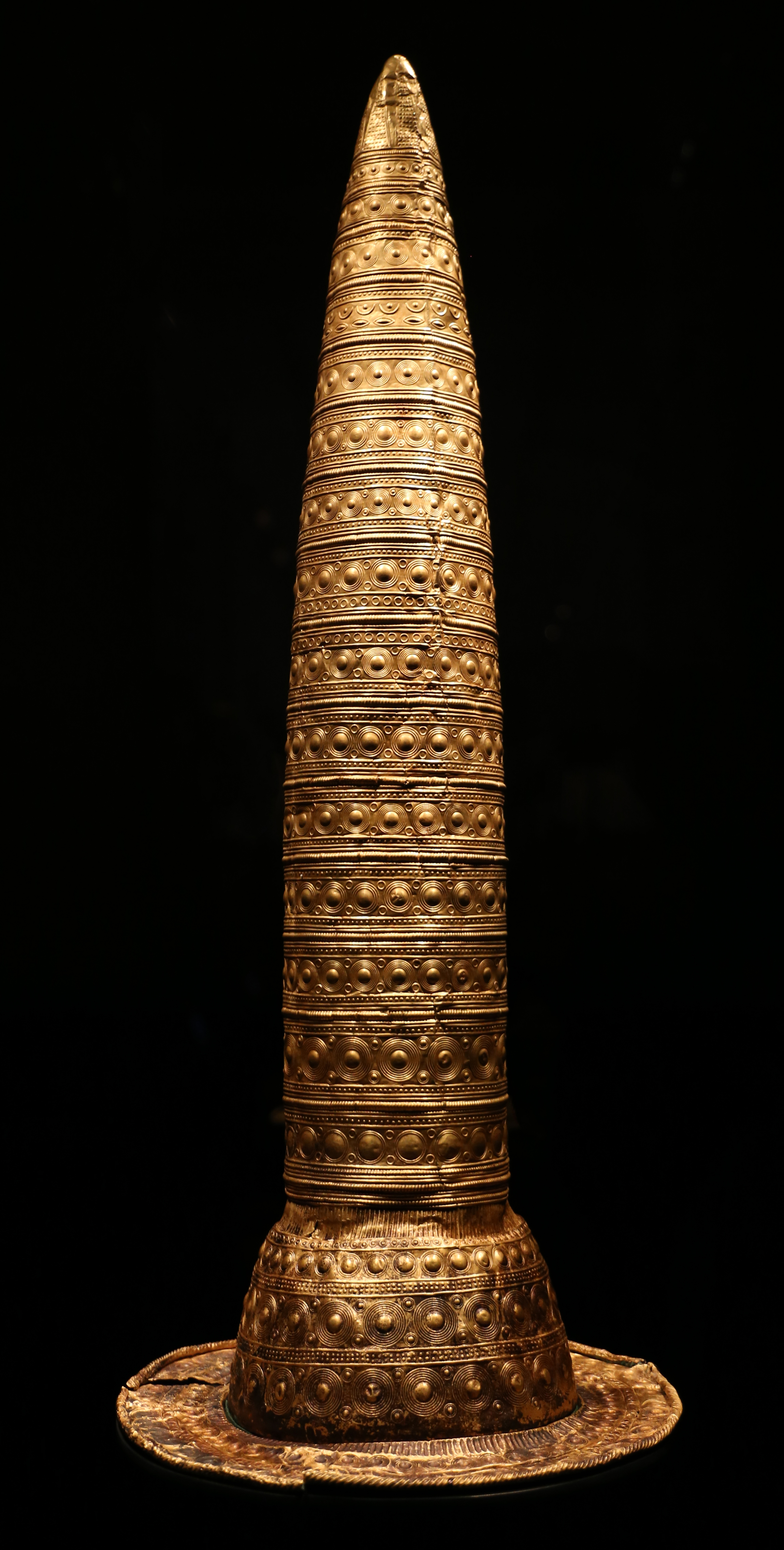
Berliner Goldhut

1. Goldener Hut von Schifferstadt,  datiert auf 1400 bis 1300 v. Chr., Fundort Schifferstadt, Rhein-Pfalz-Kreis, Süddeutschland
2. Goldhut von Ezelsdorf/Buch, datiert auf 1000 bis 900 v. Chr., Fundort Ezelsdorf-Buch, Mittelfranken/Oberpfalz, Süddeutschland
3. Goldblechkegel von Avanton, datiert auf etwa 1000 v. Chr., Fundort bei Avanton, nahe Poitiers, Westliches Frankreich
4. Berliner Goldhut, datiert auf 1000 bis 800 v. Chr., vermutlicher Fundort Süddeutschland oder Schweiz

### Kultureller Kontext und Datierung
Die kegelförmigen Goldhüte vom Typus Schifferstadt wurden im 19. und 20. Jahrhundert in Süddeutschland (Berliner Goldhut, Goldener Hut von Schifferstadt, Goldhut von Ezelsdorf/Buch) und Frankreich (Goldblechkegel von Avanton) in mehr oder weniger gutem Erhaltungszustand gefunden. Sie sind im kulturellen Kontext mit einer Anzahl ähnlicher, kalottenförmiger Goldblechkronen zu sehen, die seit 1692 in Südwestirland (Comerford Crown) und an der spanischen Atlantikküste (Goldschalen von Axtroki, Goldhelm von Leiro) gefunden wurden, wovon nur die spanischen Fundstücke erhalten sind.
Der Berliner Goldhut ist das am besten erhaltene Exemplar der Gruppe. Die Funde stammen aus der späten Bronzezeit und wurden zwischen ca. 1400–1300 v. Chr. (Goldener Hut von Schifferstadt, Goldblechkegel von Avanton) und 1000–800 v. Chr. (Berliner Goldhut, Goldhut von Ezelsdorf/Buch) hergestellt.
Nicht nur chronologisch, sondern auch geographisch sind die vier bekannten Goldhüte der Urnenfelderkultur zuzurechnen, die die direkte Vorläuferin der keltisch-südgermanischen Hallstattkultur darstellt. Dafür spricht auch der französische Fundort, der im Gebiet der Piktonen lag, die aus der Region Hallstatt stammten. Der Indogermanist Wolfram Euler vertritt deswegen die Ansicht, die Träger der Goldhüte hätten „sicher ein indogermanisches Idiom gesprochen, angesichts der Fundorte am ehesten eine Vor- oder Frühform des Keltischen“. Die Ähnlichkeit der Hüte setze „wie auch immer geartete kulturelle Zusammenhänge voraus“, aber die Frage, ob die Träger eine gemeinsame religiöse, kulturelle oder moderne ethnische Identität verband, sei „zumindest bisher nicht zu beantworten“.

### Funktion
Einige Forscher gehen heute davon aus, dass die Goldhüte als religiöse Insignien von Göttern bzw. von Priestern eines in der späten Bronzezeit in Zentraleuropa verbreiteten Sonnenkultes dienten. Diese Auffassung wird durch die bildliche Darstellung eines als Kegelhut interpretierten Gegenstands auf einer Steinplatte aus dem Grab von Kivik in Schonen, Südschweden in eindeutig religiös-kultischem Kontext untermauert.
Nach teilweiser „Entschlüsselung“ des Ornamentkanons der kegelförmigen Goldhüte schreiben manche den Goldblechkegeln heute neben einer möglichen repräsentativ-kultischen Funktion weitreichende Kalendereigenschaften zu.

### Kalender

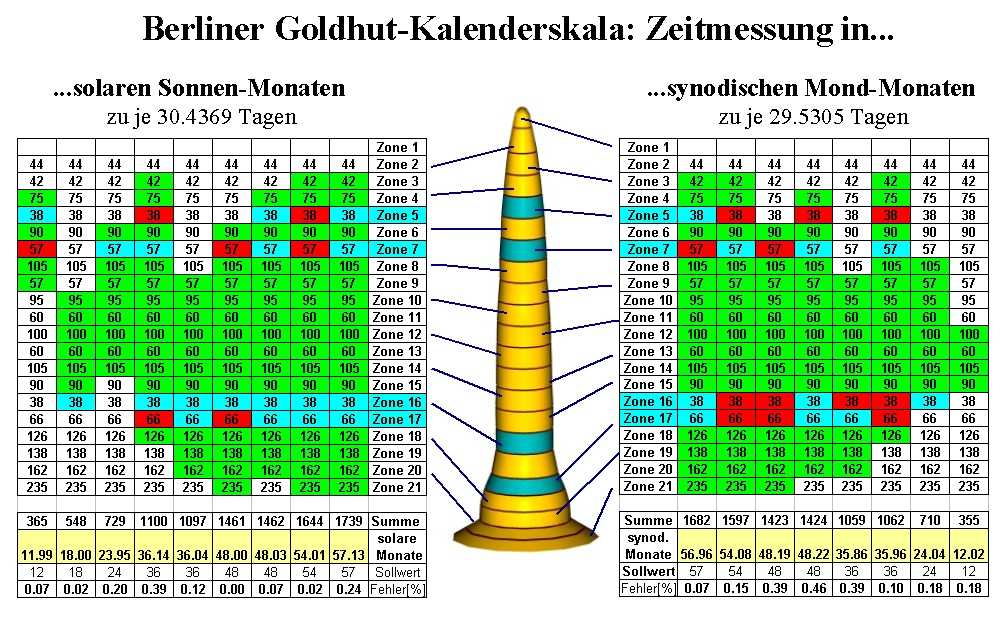
Kalenderfunktionen am Berliner Goldhut

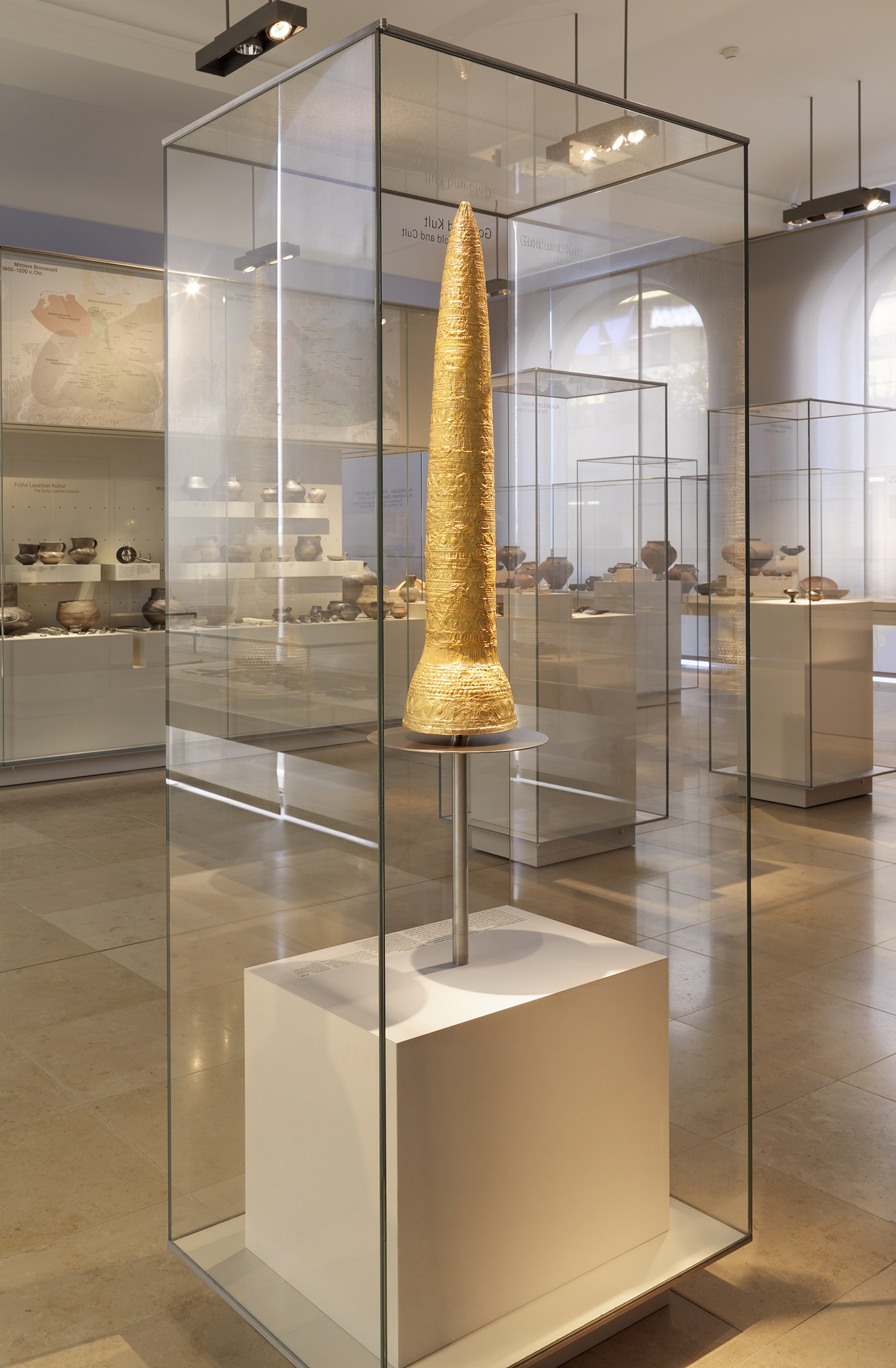
Goldhut von Ezelsdorf/Buch, Germanisches Nationalmuseum in Nürnberg

Die Goldblechkegel sind über die ganze Länge mit horizontalen Zier- und Rahmenbändern aus gleichartigen Punzstempelabdrücken flächendeckend ornamentiert, wobei die älteren Exemplare (Avanton, Schifferstadt) über einen bescheideneren Ornamentkanon verfügen als die jüngeren Exemplare.
Nach einer Hypothese Wilfried Menghins  weisen die kegelförmigen Goldhüte vom Typus Schifferstadt eine systematische Abfolge in Anzahl und Art der in den einzelnen Ornamentbändern verwandten Ornamente auf. Basierend auf Untersuchungen am vollständig erhaltenen Berliner Goldhut wurde vermutet, dass auf den Goldhüten astronomische Kalenderfunktionen auf Basis eines lunisolaren Kalendersystems abgebildet sind. Aufgrund dieses lunisolaren Charakters wäre damit ein direktes Ablesen von Zeiträumen in Mond- oder Sonneneinheiten möglich.
Da die genaue Kenntnis des Sonnenjahrs für die Festlegung von Zeitpunkten kultischer Bedeutung wie der Sommer- oder Wintersonnenwende von besonderem Interesse war, nahm das auf den Goldhüten niedergelegte astronomische Wissen in der bronzezeitlichen Gesellschaft einen hohen Stellenwert ein.
Die 2005 publizierten Funktionen beinhalten die Möglichkeit zur Abzählung von Zeitabschnitten bis zu maximal 57 Monaten. Durch einfache Vervierfachung dieser Werte ist aber auch die Darstellung von Zeitabschnitten größeren Umfangs wie z. B. dem Metonischen Zyklus möglich.
Dabei stellt jeweils ein Zeichen bzw. ein einzelner Kreisring eines Symbols einen Tag dar. Neben Ornamentringen mit Symbolen unterschiedlicher Kreisringzahl treten Sonderzeichen und Sondersymbole in sogenannten „Schaltzonen“ auf, die bei der Berechnung der obengenannten Zeitabschnitte von Fall zu Fall hinzugezählt oder weggelassen werden müssen.
Im Prinzip wird, beginnend mit der Zone i, anhand eines geeigneten, zusammenhängenden Abschnitts n benachbarter Ornamentzonen Z_i..Z_i+n eine Summenbildung durchgeführt. Von dieser Summe wird gegebenenfalls die Symbolanzahl einer oder mehrerer, im Bereich dieses Abschnitts auftretenden Schaltzonen abgezogen, um zum entsprechenden Wert in solarer bzw. lunarer Zeitschreibweise zu kommen.
In der Abbildung links dargestellt ist der solare Abbildungsmodus, rechts das Ableseschema für die synodischen (Mond)-Monate. Die rot bzw. blau dargestellten Felder aus den Zonen 5, 7, 16 und 17 stellen 'Schaltzonen' des Kalendersystems dar, mit denen unterschiedlich lange Zeitperioden dargestellt werden.
Die den jeweiligen Feldern zugeordneten Werte sind das Produkt aus der Anzahl der Symbole in der jeweiligen Ornamentzone und der Anzahl der im vorherrschenden Einzelsymbol vorkommenden Kreise bzw. Kreisringe. Den Sondersymbolen in der Zone 5 wird entsprechend ihrer Anzahl der numerische Wert „38“ zugeordnet.
Beispiele:
1. Zone 12 besitzt als vorherrschendes Symbol insgesamt 20 Punzen vom Typus Nr. 14, einem kreisrunden Scheibensymbol, das im Randbereich von 5 Kreisen eingefasst ist.
2. Als Wert ergibt sich für diese Zone somit das Produkt aus 20 und 5 = 100.
3. Die in den Zwischenräumen zwischen den Hauptsymbolen vorhandenen, kleineren Ringkreise werden als Zierrat angesehen und für die Rechnung nicht berücksichtigt.

Die Hypothese des lunisolaren Kalendersystems macht ein direktes Ablesen bzw. Umrechnen in Mond- oder Sonneneinheiten möglich.
Für die Darstellung des in den Tabellen jeweils gelb hinterlegten, nach Tagen zählenden solaren bzw. lunaren maximalen Zeitabschnitts sind die Werte der in der darüberstehenden Spalte farblich hinterlegten Felder zu einer Abschnittssumme zu addieren. Treten hier rot hinterlegte Schaltzonen auf, ist die Summe dieser rot hinterlegten Werte von der Abschnittssumme abzuziehen. Damit ist die Abbildung von Zeitabschnitten mit einer maximalen Länge von 12, 24, 36, 48, 54 und 57 synodischen (Mond-)Monaten im lunaren System und von 12, 18, 24, 36, 48, 54 und 57 Sonnenmonaten (als zwölftem Teil eines tropischen Jahres) im solaren System möglich.
Beispiel:
Für die Darstellung eines 54-monatigen Zyklus im lunaren System werden die Zahlenwerte aus den grün oder blau hinterlegten Zonen 3 bis 21 addiert. Als Summe ergibt sich ein Wert von 1739 Tagen. Vom Ergebnis zieht man die Zahlenwerte aus den rot hinterlegten Zonen 5, 16 und 17 ab. Das Resultat von 1739-142=1597 Tagen entspricht recht genau 54 synodischen Monaten zu je 29.5305 Tagen.

Die bei der Rechnung auftretende Differenz von 2 Tagen zum astronomisch korrekten Wert ergibt sich aus der bronzezeitlichen Beobachtungsgenauigkeit von synodischer und solarer Monatslänge.

### Herstellung
Die bislang gefundenen Goldhüte bestehen aus einer Goldlegierung mit ca. 85–90 % Gold, ca. 10 % Silber und Spuren von Kupfer und Zinn (jeweils < 1 %). Sie wurden als Treibarbeit aus einem Stück ohne Naht hergestellt und zu hauchdünnen Arbeiten mit Wandstärken zwischen 0,25 mm (Goldener Hut von Schifferstadt) und 0,06 mm (Berliner Goldhut) ausgeschmiedet.
Aufgrund der tribologischen Eigenschaften des Werkstoffes verfestigt sich das Material bei zunehmendem Umformungsgrad und neigt dann zur Rissbildung. Zur Vermeidung dieser Risse war eine besonders gleichmäßige Verformung beim Ausschmieden erforderlich. Darüber hinaus musste das Werkstück während des Herstellungsprozesses wiederholt bei mindestens 750 °C weichgeglüht werden.
Hierbei war aufgrund der niedrigen Schmelztemperatur der Goldlegierung (ca. 960 °C) eine recht genaue Temperaturkontrolle und eine isotherme Aufheizung des Bauteils erforderlich, um ein Aufschmelzen der Oberfläche zu verhindern. Für diesen Vorgang nutzte der bronzezeitliche Handwerker ein Holzkohlefeuer oder eine Art Töpferofen, deren Temperatur allerdings nur in Grenzen durch blasebalggestützte Zuführung von Sauerstoff kontrolliert werden konnte.
Berücksichtigt man die tribologischen Eigenheiten des verwendeten Werkstoffes und die bescheidenen technischen Mittel, so stellt allein die Herstellung eines unverzierten Bauteils aus solch dünnem Goldblech bereits eine gewaltige handwerkliche Leistung dar.
Im Rahmen der weiteren Bearbeitung wurde der Goldhut mit radial verlaufenden Ornamentbändern versehen. Dazu wurde der hohle Innenkörper vermutlich zwecks Stabilisierung mit einem geeigneten Goldschmiedekitt auf Basis von Baumharz und Wachs gefüllt – Reste davon konnten beim Exemplar von Schifferstadt gefunden werden – und das dünne Goldblech von außen durch wiederholtes Aufdrücken von verschiedenen Negativpunzen und/oder das Abrollen verschiedener Rollpunzen in der vorliegenden Form strukturiert.

## Weitere Goldblechhüte
Ähnliche kalottenförmige Goldblechkronen sind:
1. Comerford Crown, Irland
2. Goldschalen von Axtroki, Spanien
3. Goldhelm von Leiro, Spanien

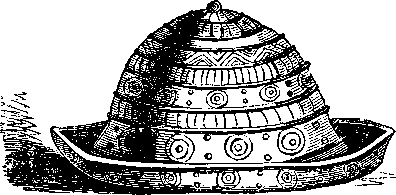
Comerford Crown
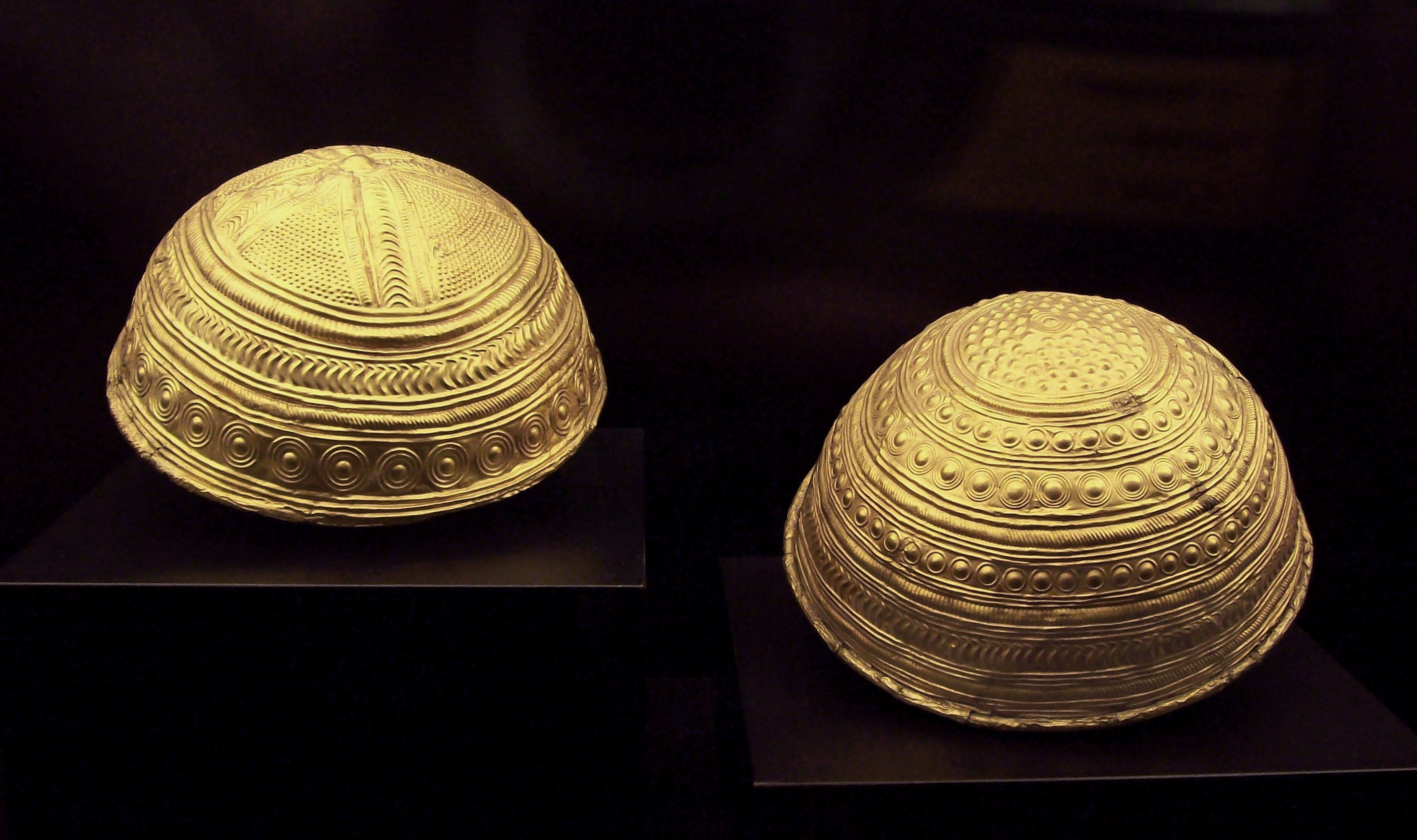
Axtroki
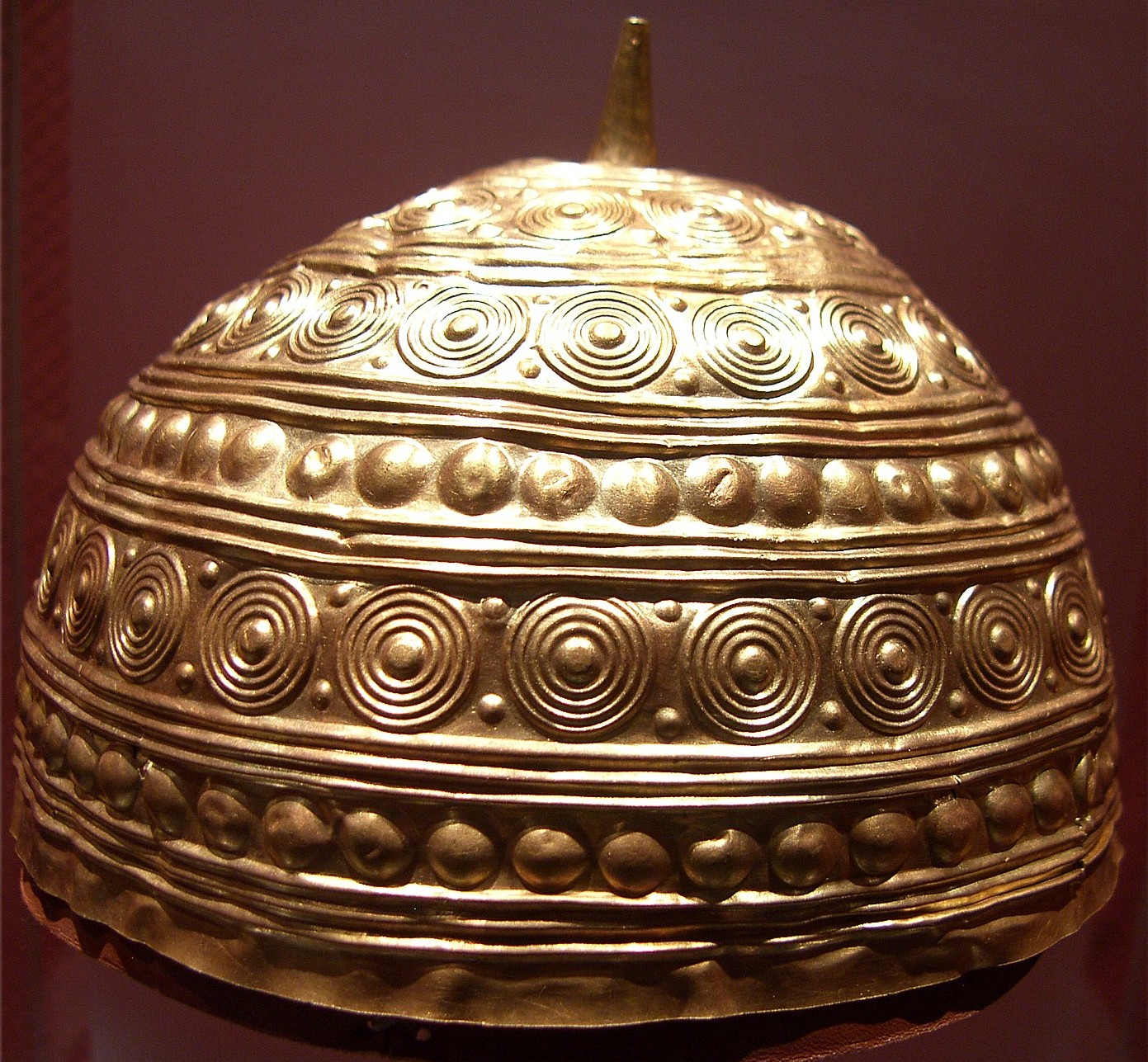
Goldhelm von Leiro